# (5303) Parijskij
(5303) Parijskij (1978 TT2) – planetoida z pasa głównego asteroid okrążająca Słońce w ciągu 4,87 lat w średniej odległości 2,87 j.a. Odkryta 3 października 1978 roku.